# Ґархвалі
Ґархвалі або ґархвальці (також гаркхвалі, гархвальці) — народ, носій індоарійської мови Ґархвалі (мова).

## Територія розселенняі чисельність
Ґархвальці є жителями історичної області Ґархвал (тепер регіон Ґархвал — один з двох адміністративних регіонів індійського штату Уттаракханд).
Щодо чисельності народу ґархвалі ясності немає, адже у відповідній літературі існують значні розбіжності щодо чисельності етносу і носіїв мови ґархвалі. Радянський енциклопедичний довідник станом на кін. 1980-х наводить число представників етносу ґархвалі в межах 1,8 млн осіб.

## Господарство
Основне традиційне заняття — орне богарне та іригаційне терасне землеробство.
Скотарство відіграє підсобну роль.

## З етнічної історії
Дивіться більш докладно: Ґархвал.
На початку ІІ тисячоліття н.е. гаркхвальці створили ряд відособлених самоуправних князівств, які у XIV столітті були об'єднані під владою правителя Адай Пала у королівстві Ґархвал і нащадки якого в цілому зберігали контроль до 1803 року, опираючись нападам сусідів, в першу чергу непальців.
1814 року регіон підпав під британський контроль — частина (близько 60 %) було перетворено на округ Ґархвал у складі Об'єднаних провінцій Аґри і Ауда, а частина отримала незалежність у формі князівства Техрі.
З отриманням Індією незалежності (1947) князівство Техрі увійшло до складу новоствореної держави. Згодом уся історична область стала адміністративним регіоном Ґархвал у складі штату Уттар-Прадеш, а від 2000 року — штату Уттаракханд.

## Культура
Зберігається кастовий поділ суспільства — кхаси-торгівці і доми—ремісники.
Чоловічий одяг — довгі сорочки і штани, обов'язкові жилет (зазвичай чорний або темний), пояс і шапочка (може бути темною або кольоровою).